# ナタルマ
ナタルマ（Natalma、1957年 - 1985年）は、アメリカ合衆国で生産、カナダで調教されたサラブレッドの競走馬、および繁殖牝馬。歴史的種牡馬ノーザンダンサーの母として知られ、2007年にはカナダ競馬の殿堂入りしている。

## 概要
父は20世紀を代表するアメリカの名種牡馬ネイティヴダンサー、母はマームード産駒のステークス勝ち馬アルマームードである。アルマームードの第3子としてヴァージニア州で生まれたこの牝馬はサラトガのイヤリングセールで売りに出され、カナダのビール醸造業者であったエドワード・プランケット・テイラーに35000ドルで購入された。
同馬はナタルマと名付けられ、1959年に競走馬としてデビューした。同年のスピナウェイステークスではゴールに1位で入線したものの、3着に降着されている。翌年、ケンタッキーオークスへの出走を目指して調教していた最中に膝を骨折、大競走への出走を断念して引退、7戦3勝と平凡な成績で競走生活を終えた。その後、テイラーが所有するオンタリオのウインドフィールドファームで繁殖入りした。
繁殖入り初年度の種付け相手は、同年に種牡馬入りしたテイラー所有のネアルコ産駒、ニアークティックであった。ナタルマはこの年ニアークティックの仔を身籠り、翌年1961年の5月27日に鹿毛の牡馬を出産した。この仔馬が後にノーザンダンサーと名付けられ、ケンタッキーダービーに勝ち、さらに種牡馬として20世紀最大級の成功を収めるに至った。これにより、ナタルマの血脈はノーザンダンサーを介して多数の名馬に受け継がれていった。ノーザンダンサーの活躍により、日本にもナタルマの産駒であるノーザンダンサーの全弟、半弟が種牡馬として輸入されている。
ノーザンダンサー以外にも1981年までに15頭の競走馬を産み、そのうちの3頭がステークス競走で勝ちを挙げている。
- Native Victor - カナディアンハンデキャップなど
- Regal Dancer - ジャックカーターステークス
- Born a Lady - パールネックレスステークス

また、競走馬として成績を出せなかったものの、後に名馬の母、または祖先となった産駒も存在する。代表的な馬にノーザンダンサーの全妹にあたるArctic Dancer（アークティックダンサー）がおり、同馬はバックパサーとの間にアメリカ・カナダで殿堂入りした牝馬ラプレヴォヤンテを儲けている。このほか、1974年生まれのSpring Adieu（スプリングアディユ・父バックパサー）は名種牡馬デインヒルの祖母に、1978年生まれのRaise the Standard（レイズザスタンダード・父ホイストザフラッグ）は、成功種牡馬エルモキシーの母、さらにフランスの名種牡馬マキャベリアンの祖母になっている。また、レイズザスタンダードからはナタルマの牝系が後世に伝えられ、4代先には仏1000ギニーを制したBluemambaや仏グランクリテリウムを制したウェイオブライト、5代先には凱旋門賞馬バゴが出ている。（その他ナタルマ以下の牝系図はアルマームード#おもな牝系図を参照。）
1985年、ナタルマはウインドフィールドファームのメリーランド支場で疝痛を発症、手当ての甲斐もなく、1月29日に安楽死処分が施された。遺骸は同牧場の墓地に埋葬された。
ナタルマはノーザンダンサーの母として、競走成績以上に多大な評価を与えられている。1965年にはウッドバイン競馬場に「ナタルマステークス」が創設され、2007年にはカナダ競馬名誉の殿堂に殿堂馬として選定された。

## 血統表
| ナタルマの血統（ネイティヴダンサー系 / Fair Play 5x5=6.25%） | ナタルマの血統（ネイティヴダンサー系 / Fair Play 5x5=6.25%） | ナタルマの血統（ネイティヴダンサー系 / Fair Play 5x5=6.25%） | （血統表の出典）      | （血統表の出典） |
| 父 Native Dancer 1950 芦毛 アメリカ                          | 父の父Polynesian 1942 青鹿毛 アメリカ                        | Unbreakable                                                  | Sickle                | Sickle           |
| 父 Native Dancer 1950 芦毛 アメリカ                          | 父の父Polynesian 1942 青鹿毛 アメリカ                        | Unbreakable                                                  | Blue Glass            |                  |
| 父 Native Dancer 1950 芦毛 アメリカ                          | 父の父Polynesian 1942 青鹿毛 アメリカ                        | Black Polly                                                  | Polymelian            | Polymelian       |
| 父 Native Dancer 1950 芦毛 アメリカ                          | 父の父Polynesian 1942 青鹿毛 アメリカ                        | Black Polly                                                  | Black Queen           |                  |
| 父 Native Dancer 1950 芦毛 アメリカ                          | 父の母Geisha 1943 芦毛 アメリカ                              | Discovery                                                    | Display               | Display          |
| 父 Native Dancer 1950 芦毛 アメリカ                          | 父の母Geisha 1943 芦毛 アメリカ                              | Discovery                                                    | Ariadne               |                  |
| 父 Native Dancer 1950 芦毛 アメリカ                          | 父の母Geisha 1943 芦毛 アメリカ                              | Miyako                                                       | John P Grier          | John P Grier     |
| 父 Native Dancer 1950 芦毛 アメリカ                          | 父の母Geisha 1943 芦毛 アメリカ                              | Miyako                                                       | La Chica              |                  |
| 母 Almahmoud 1947 栗毛 アメリカ                              | 母の父Mahmoud 1933 芦毛 フランス                             | Blenheim                                                     | Blandford             | Blandford        |
| 母 Almahmoud 1947 栗毛 アメリカ                              | 母の父Mahmoud 1933 芦毛 フランス                             | Blenheim                                                     | Malva                 |                  |
| 母 Almahmoud 1947 栗毛 アメリカ                              | 母の父Mahmoud 1933 芦毛 フランス                             | Mah Mahal                                                    | Gainsborough          | Gainsborough     |
| 母 Almahmoud 1947 栗毛 アメリカ                              | 母の父Mahmoud 1933 芦毛 フランス                             | Mah Mahal                                                    | Mumtaz Mahal          |                  |
| 母 Almahmoud 1947 栗毛 アメリカ                              | 母の母Arbitrator 1937 鹿毛 アメリカ                          | Peace Chance                                                 | Chance Shot           | Chance Shot      |
| 母 Almahmoud 1947 栗毛 アメリカ                              | 母の母Arbitrator 1937 鹿毛 アメリカ                          | Peace Chance                                                 | Peace                 |                  |
| 母 Almahmoud 1947 栗毛 アメリカ                              | 母の母Arbitrator 1937 鹿毛 アメリカ                          | Mother Goose                                                 | Chicle                | Chicle           |
| 母 Almahmoud 1947 栗毛 アメリカ                              | 母の母Arbitrator 1937 鹿毛 アメリカ                          | Mother Goose                                                 | Flying Witch F-No.2-d |                  |